# Henri de la Rochejaquelein

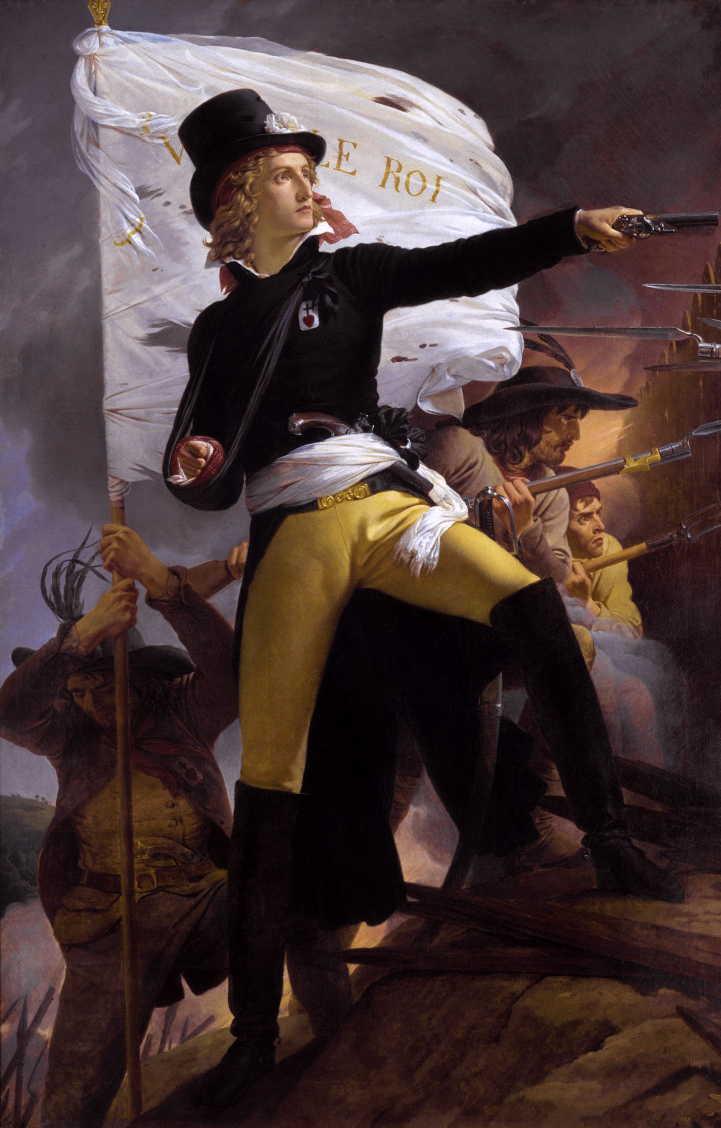
Portret door Pierre-Narcisse Guérin, De la Rochejaquelein tijdens de Slag bij Martigné-Briand met zijn rechterarm in een mitella, schietend met zijn linkerhand

Henri du Vergier, graaf van la Rochejaquelein (Saint-Aubin-de-Baubigné, 30 augustus 1772 - Nuaillé, 28 januari 1794) was een adellijke generaal in de Opstand in de Vendée gericht tegen de Franse Revolutie.

## Biografie
De la Rochejaquelein werd op 30 augustus 1772 geboren in het Château de la Durbelière nabij Mauleón. Hij kwam in 1787 bij het Poolse regiment. In 1789 kwam hij bij het regiment van Vlaanderen. In maart 1792 werd hij een lijfwacht van de koning van Frankrijk, Lodewijk XVI.
Het verzet tegen de dienstplicht escaleerde al snel in een volledige opstand, bekend als de Opstand in de Vendée. Kort daarna begonnen De la Rochejaquelein en zijn landgenoten vanaf april 1793 tegen de troepen van de Franse Republiek te vechten met Maurice d'Elbée en de markies de Bonchamps. Daar gaf hij zijn beroemde bevel "Mes amis, si j'avance, suivez- moi! Si je recule, tuez-moi! Si je meurs, vengez-moi!" (letterlijke vertaling: "Vrienden, als ik vooruit ga, volg me! Als ik me terugtrek, dood me! Als ik sterf, wreek me dan!").
De la Rochejaquelein, die boeren uit de Vendée leidde, behaalde zijn eerste overwinning op het Franse Revolutionaire Leger op 13 april 1793. Hij nam deel aan de inname van Bressuire op 3 mei, de Slag bij Fontenay-le-Comte op 25 mei en de Slag bij Saumur op 9 juni. In Fontenay-le-Comte stond hij bekend om zijn minachting voor gevaar en droeg hij drie rode zakdoeken; op zijn hoofd, om zijn nek en om zijn middel om de Republikeinse kanonniers te trotseren. Na Fontenay-le-Comte besloten zijn metgezellen dat ze ook drie rode zakdoeken zouden dragen, zodat De la Rochejacquelin niet kon worden uitgekozen.
In augustus, na de Slag bij Luçon, hergroepeerde hij het leger, dat op het punt stond te worden ontbonden, en hij won op 5 september de Slag bij Chantonnay. Op 13 september werd de duim van zijn rechterhand verbrijzeld door een kogel tijdens een gevecht met de Republikeinen bij Martigné-Briand, maar hij bleef op zijn tegenstanders schieten.
Hij moest zich terugtrekken over de Loire nadat hij op 17 oktober was verslagen in de Slag bij Cholet.
Hij stierf in januari 1794 toen hij doodgeschoten werd door een soldaat.